# Mama, tata i ona (2008.)
Mama, tata i ona, američko-kanadski film iz 2008. godine. 

## Sažetak
Sydneyna mati vlasnica je agencije za nekretnine kojom uspješno posluje i dobro zarađuje, zbog čega Sydney, koja stanuje s majkom, živi u povećem blagostanju. Isto tako mati radi i po 16 sati na dan. Otac i mati su se rastavili, otac se opet oženio. Zbog svega tog Sydney kao da čini sve da bi roditelje učinila nesretnima.

## Vanjske poveznice
- Mama, tata i ona u internetskoj bazi filmova IMDb-a
- Mama, tata i ona na TV Guideu
- Mama, tata i ona na myLifetime.com